# Anopheles cinereus
Anopheles cinereus är en tvåvingeart som beskrevs av Theobald 1901. Anopheles cinereus ingår i släktet Anopheles och familjen stickmyggor. Inga underarter finns listade i Catalogue of Life.